# Raffaele Trevisan
Raffaele Trevisan (Roncà, 28 novembre 1906 – Bocche di Cattaro, 16 settembre 1943) è stato un partigiano italiano.
Medaglia d'oro al valor militare alla memoria.

## Biografia
Aveva già combattuto in Spagna con la milizia fascista e poi, come ufficiale di complemento, aveva partecipato al Secondo conflitto mondiale, guadagnando due medaglie d'argento. Nel maggio del 1942, fu mandato in Montenegro con il 155º Reggimento artiglieria della Divisione "Emilia". Al momento dell'armistizio si trovava alle Bocche di Cattaro e prese subito posizione contro i tedeschi. Ferito gravemente da una raffica di mitragliatrice, morì all'ospedale militare dopo cinque giorni di agonia.